# IC 4542
IC 4542 ist ein interagierendes Galaxienpaar im Sternbild Bärenhüter am Nordsternhimmel.
Das Objekt wurde am 23. Juni 1903 von Stéphane Javelle entdeckt.